# Коростинський мир
Коростинський мир, також відомий як Коростинський договір — мирний договір, підписаний великим князем московським Іваном III Васильовичем та урядом Новгородської Республіки в селищі Коростинь 11 серпня 1471 року, що завершив другу московсько-новгородську війну. Договір логічно продовжив Яжелбицький мир 1456 і став найважливішим кроком на шляху до ліквідації вічової республіки.

## Події, що передують підписанню
- 14 липня 1471 — Нищівний розгром новгородського ополчення московським військом в Шелонській битві, визначило весь хід подальшої компанії і, стало по суті крахом усієї військової організації феодальної республіки
- 24 липня 1471 — Страта в Русі посадників, головних військових і політичних керівників Пана Великого Новгорода, — безпрецедентна подія в багатовіковій історії відносин Новгорода з великими князями. Вперше з представниками верхівки новгородського боярства вчинили не як з привілейованими полоненими, які підлягають розміну чи викупу, бо як із державними злочинцями, зрадниками Русі.
- 27 липня 1471 — Перемога на Двіні, біля гирла річки Шиленьги, північної московської раті на чолі з Василем Федоровичем Зразком над північною раттю князя Василя Васильовича Гребінки та воєводи Василя Никифоровича. Загальна чисельність новгородських військ досягала, за оцінкою московського джерела, 12 тис. чоловік, московських — близько 4 тис.
- Внутрішнє становище у самому Новгороді також виявилося критичним. Після Шелонської битви було вжито заходів для оборони міста: спалено всі довколишні посади, у тому числі монастирі Антоньєв, Юр'єв, Симеона на Звіринці, Різдвяний, а також Городище. Місто виявилося без продовольчих запасів. Голод, що почався, загострив соціальні протиріччя. У війні проти Новгорода взяли участь жителі його ж земель, які виставили пішу рать, очевидно, складену з малозабезпечених городян і жителів сільської місцевості. Руйнувала вся система політичного панування над передмістями. У найважчий момент випробувань Пан Великий Новгород, столиця величезної вічової республіки, опинився у повній ізоляції. Таким чином, мирні переговори в Коростині почалися в умовах повного розгрому феодальної республіки: «…а земля їхня вся полонена і спалена до моря… з усіх земель їх пішою раттю ходили на них… не бувало на них така воїна, як і земля їхня стала».

## Укладання миру
27 липня великий князь прибуває в Коростинь, куди того ж дня з'явилася новгородська делегація: названий архієпископ Феофіл «з посадниками і тисяцькими і житими з усіх кінців». Попередньо новгородські посли були піддані принизливій процедурі: спочатку новгородці били чолом московським боярам, ті своє чергу звернулися до братів Івана Васильовича, щоб вони впросили самого государя. І тільки благанням архієпископа Новгородського Феофіла прислухався до Івана Васильовича: почалися переговори про мир. Новгородські делегати «почата бити чолом про свій злочин, і що руку підняли проти нього». В наявності, таким чином, повна капітуляція — здавання на волю переможця. На підтвердження свого чолобиття новгородці обіцяли викуп у 16 тис. рублів — удвічі більше, ніж вони дали п'ятнадцять років тому в Яжелбицях. Великий князь, за розповідю Московського літопису, показав своє «милосердя»: він «повіли пристати жещі і полонити і полон… відпустити». Два тижні стояв великий князь «на єдиному місці… а керував новгородець», і нарешті 11 серпня «дасть їм світ… як сам захотів, а псковичам докінчення взяв із новгородці… як псковичі хотіли». «Вшанувавши» нареченого владику Феофіла і відпустивши його в Новгород, великий князь тут же послав до Новгорода боярина Федора Давидовича Хромого «привести Новгород Великий до цілування від малого і до великого, срібло на них мати». Війна закінчилась.

## Зміст договору
Договір, як було заведено, складався у двох текстуально не ідентичних грамотах: кожна визначала зобов'язання сторони, від якої складалася. Текст Коростинського договору у своїй основній частині майже дослівно відтворює Яжелбицький договір 1456 року. Новгород зберіг свою «старину», свій політичний устрій, майже всю територію республіки, відмовившись формально тільки від Волока і Вологди (що вже фактично перейшли до рук Москви); великий князь погодився тримати Новгород «в старовині, по миті, без образи», повернув Торжок і Демон, що перейшли на його бік, склавши з них хресне цілування, і т. д. п. Разом з тим, з'являються статті, які мають важливе значення з конкретно-політичної та принципово-ідеологічної точок зору:
- задекларовано політичний статус Новгорода як «отчини» великого князя, невід'ємної частини Руської землі та визнання «чоловіками вільними» верховенства над собою своєї «господи» — великих князів всієї Русі;
- Відтепер новгородська зовнішня політика повністю підкорялася волі великого князя;
- Великий князь визнавався верховним суддею у справах доти вільного міста Новгорода: новгородський суд, всі судові інстанції боярської республіки ставляться під безпосередній контроль представників великого князя;
- Стверджувалася невіддільність новгородської церкви від російської митрополії;
- Вічові грамоти видавалися тепер від імені великого князя і скріплювалися його печаткою;
- Новгород поступався великому князю частину Двінської землі, де новгородське військо було розбите московським.

## Політичне значення
Коростинський договір 11 серпня 1471 — Найважливіший крок на шляху до ліквідації вічової республіки. Незважаючи на консервативність своєї форми, дослівне повторення старих традиційних статей колишніх новгородсько-князівських довершень, він наповнений принципово новим змістом. Суть його — повне підпорядкування феодальної республіки переважають у всіх найважливіших сферах її діяльності контролю великокнязівської влади. Політичні інститути та традиції Великого Новгорода відтепер зберігають лише номінальне, суто формальне значення. Зберігши по Коростинському світу Двіну, Новгород втрачав можливість подальшої експансії у північно-східному напрямку. Це було найсильнішим ударом по економічній основі могутності новгородської боярської олігархії. Політичне підпорядкування Новгорода супроводжувалося розхитуванням економічної основи його правлячої верхівки. Вірний своєму правилу діяти поступово, Іван Васильович знищив самобутності Новгородської землі, а надав новгородцям подати йому невдовзі привід зробити подальший крок до того, чого століттями домагалася Москва над Великим Новгородом. Найближчим наслідком цієї війни було те, що Новгородська земля була така розорена і знелюднена, як ще не бувало ніколи вчасно минулих війн з великими князями. Цим розоренням московський государ знесилив Новгород і на майбутнє підготував собі легке знищення будь-якої його самобутності та незалежності від Москви.